# Nomorhamphus pinnimaculata
Nomorhamphus pinnimaculata är en fiskart som beskrevs av Meisner 2001. Nomorhamphus pinnimaculata ingår i släktet Nomorhamphus och familjen Hemiramphidae. Inga underarter finns listade i Catalogue of Life.